# Françoise-Louise de Warens

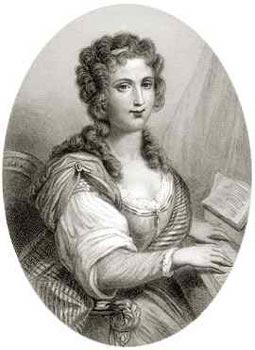
Françoise-Louise de Warens

Louise Éléonore de la Tour du Pil (Vevey, 31 de março de 1699 – Chambéry, 19 de julho de 1762), baronesa de Warens, foi uma nobre francesa. Tornou-se amante e protetora de Rousseau quando ele estava com 20 anos. O primeiro encontro entre os dois está registrado na obra do escritor intitulada Confissões.